# Acetato de metilo
El acetato de metilo es un líquido inflamable con un olor parecido a aquel del quitaesmalte de uñas. Sus propiedades son similares a las del acetato de etilo. Es utilizado en algunas reacciones químicas.

## Seguridad

### Efectos en la salud
Esta sustancia puede producir taquipnea debido a acidosis metabólica. Puede darse un súbito fallo respiratorio en etapas terminales. La taquicardia también puede ser un efecto común, se puede llegar a desarrollar bradicardia en envenenamientos mortales. La exposición aguda puede provocar visión borrosa o doble, disminución del campo de visión, entre otros.